# Theonas de Alejandría
Según Eusebio de Cesarea, en su Historia Eclesiástica, solo nos menciona que Theonas de Alejandría fue el decimosexto obispo de esta ciudad, de los años 282 a 300 y que ordenó sacerdote al decimoctavo obispo de Alejandría, Aquiles de Alejandría.